# Fase (astronomia)

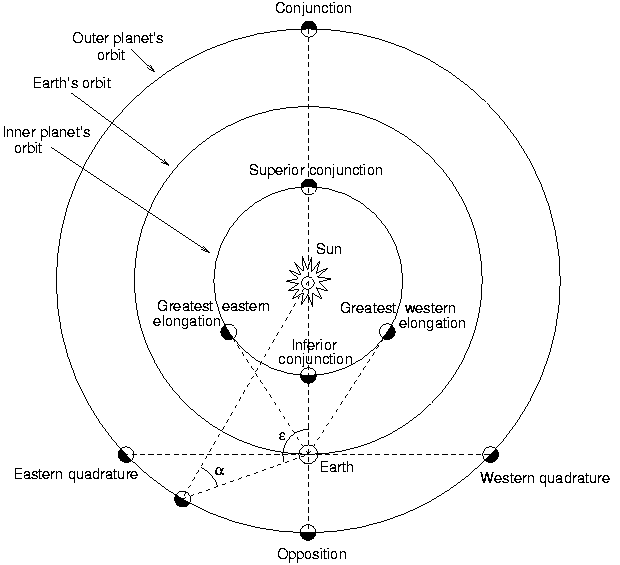

Un astro presenta delle fasi quando la sua porzione visibile ad un osservatore è illuminata dal Sole in modo via via diverso nel tempo.
Per un osservatore terrestre i corpi che presentano fasi evidenti sono il nostro satellite naturale (la Luna) e i pianeti interni (Venere e Mercurio).
La Luna presenta queste fasi:
- Luna nuova o novilunio quando è in congiunzione col Sole e quindi la faccia visibile dalla Terra non è illuminata da quest'ultimo. In tal caso, immersa nella luce solare, risulta invisibile (a meno che non produca un'eclisse solare);
- luna piena o plenilunio quando è in opposizione col Sole e quindi la faccia visibile è completamente illuminata (e in tale posizione può eventualmente essere soggetta ad un'eclisse lunare);
- primo quarto e ultimo quarto quando è prossima, ma non esattamente[senza fonte], alla quadratura, ed ha quindi illuminata solo metà della sua faccia visibile;
- intermedia (crescente o calante) quando si trova in una situazione compresa fra uno dei precedenti casi. Più precisamente la luna è crescente quando si trova fra la fase di luna nuova e di luna piena (e in tal caso, vista dalla Terra, mostra la cosiddetta "gobba" a ovest); è calante quando invece si trova fra la fase di luna piena e di luna nuova (e mostra la "gobba" verso est). Ciò può essere facilmente ricordato tramite la filastrocca: "gobba a ponente, luna crescente; gobba a levante, luna calante".

I due pianeti interni, invece, trovandosi sempre durante il loro moto ad un angolo di meno di 90° dal Sole, presentano:
- congiunzione inferiore quando si trovano interposti tra la Terra e il Sole, in situazione simile alla Luna nuova (e in tal caso possono eventualmente trovarsi in transito, ovvero passare davanti al disco solare);
- congiunzione superiore quando si trovano prospetticamente oltre (o dietro) il Sole (e risultano perciò invisibili);
- elongazione massima (orientale od occidentale) quando formano con il Sole un angolo massimo, rispetto alla Terra.